# Nemesia barbara
Nemesia barbara is een spinnensoort in de taxonomische indeling van de bruine klapdeurspinnen (Nemesiidae).
Nemesia barbara werd in 1846 beschreven door Lucas.